# Григорьев, Валентин Петрович
Валентин Петрович Григорьев (7 июля 1931 — 3 января 2020) ― российский химик, доктор химических наук, профессор, заслуженный деятель науки и техники Российской Федерации, Соросовский профессор.

## Биография
Валентин Петрович родился в 1931 году. В 1954 году окончил химический факультет Ростовского государственного университета по специальности физическая химия. Григорьев В. П. по распределению был направлен в Новочеркасский политехнический институт. С 1954 по 1957 год Валентин Петрович обучался в аспирантуре по специальности «Технология электрохимических производств». В 1958 году защитил кандидатскую диссертацию «Ингибиторы кислотной коррозии металлов».
С 1958 по 1963 год работал в Новочеркасском политехническом институте на кафедре «Технология электрохимических производств». В 1963 году Валентин Петрович перешёл в Ростовский государственный университет на кафедру физической и коллоидной химии как избранный по конкурсу на должность доцента. В 1968 году ― декан химического факультета. С 1970 по 1977 год ― проректор по учебной работе.
В 1970 году защитил докторскую диссертацию на тему «Взаимосвязь строения поверхностно-активных веществ с их ингибирующим действием». Валентину Петровичу в 1973 году было присвоено учёное звание ― профессор.
1978―1989 ― проректор по научной работе Ростовского университета.
В Ростовском государственном университете по инициативе Валентина Петровича Григорьева были организованы кафедра электрохимии (1976) и отдел электрохимии (1971) в научно-исследовательском институте физической и органической химии при РГУ, которым он руководил с момента их организации.
Изучение влияния строения поверхностно-активных веществ и природы растворителя на кинетику электрохимических реакций ― это основное научное направление исследование профессора Григорьева В. П.
Валентин Петрович на протяжении многих лет читает студентам и аспирантам химического факультета основные курсы по теоретической и прикладной электрохимии, руководит работой дипломников и аспирантов, подготовил 3 доктора и 26 кандидатов наук. Является автором свыше 500 научных работ, в том числе двух монографий в соавторстве с В. В. Экиликом. Профессор Григорьев имеет 104 авторских свидетельства и патента на изобретения.
В. П. Григорьев ― Заслуженный деятель науки и техники Российской Федерации, член общественной организации «Российская академия естественных наук (РАЕН)», Соросовский профессор.

## Избранные публикации В. П. Григорьева
Статьи
- Григорьев В. П., Шпанько С. П., Дымникова О. В., Попов Л. Д., Нассар А. Ф. Регулирование процесса электроосаждения цинковых и кадмиевых покрытий смесью производных о-оксиазометина // Защита металлов. 2000. Т. 36. № 4. с. 420.

- Григорьев В. П., Шпанько С. П., Нассар А. Ф. Применение принципа линейности свободных энергий к защитному действию смеси ингибиторов с переменным соотношением компонентов // Защита металлов. 2000. Т.36. № 4. с. 371.

- Григорьев В. П., Шпанько С. П., Нассар А. Ф. Зависимость токов пассивации стали IX18H9T от полярностей заместителей компонентов смеси при изменении их числа и концентрации // Защита металлов. 2000. Т.36. № 5. с. 52.

- Григорьев В. П., Шпанько С. П., Дымникова О. В. Влияние природы заместителей в смеси производных о-оксиазометина на электроосаждение железа и никеля // Защита металлов. 2000. Т.36. № 6. с.613.

- Григорьев В. П., Шпанько С. П., Дымникова О. В. Привлечение принципа линейности свободных энергий к оценке влияния состава смесей поверхностно-активных веществ на некоторые электрохимические процессы // Электрохимия. 2000. Т. 36. № 10. с. 1306.

- Grigoriev V. P., Shpanko S. P., Kravchenko V. M., Gershanova I. M., Nassar A. F., Dymkova O. V. The attraction of principle of free energies linearity to the mixtures of inhibitors with the variable relation of its components concentrations. In: 9th European Symposium of Corrosion Inhibitors. Ferrara University, Italy. 2000. T.11. p.149.

- Григорьев В. П., Шпанько С. П., Нассар А. Ф., Анисимова В. А. Закономерности изменения ингибиторных свойств смесей при варьировании числа и концентрации их компонентов нескольких реакционных рядов // Защита металлов. 2002. Т.38. № 1. с. 12.

- Григорьев В. П., Гершанова И. М., Кравченко В. М., Анисимова В. А. Условная коррозионная характеристика заместителя в защитной смеси соединений реакционного ряда // Защита металлов. 2002. Т. 38. № 3. с. 229.

- Григорьев В. П., Шпанько С. П., Нассар А. Ф., Анисимова В. А. Зависимость защитной концентрации смеси ингибиторов нескольких реакционных рядов от полярных свойств заместителей в их молекулах // Защита металлов. 2003. Т.39. № 1. с. 1.

- Григорьев В. П., Шпанько С. П., Дымникова О. В., Бурлов А. С. Электроосаждение цинка в присутствии смесей производных о-оксиазометина // Защита металлов. 2004. Т. 40. № 4. с. 354.

- Григорьев В. П., Шпанько С. П., Дымникова О. В. Электроосаждение металлов в присутствии ПАВ с переменным числом и концентрацией компонентов нескольких реакционных рядов // Защита металлов. 2004. Т. 40. № 4. с. 358.

- Григорьев В. П., Шпанько С. П., Дымникова О. В., Анисимова И. А. Влияние смесей ПАВ нескольких реакционных рядов на электрохимические показатели осаждения и свойства никелевых покрытий // Защита металлов. 2004. Т. 40. № 4. с. 365.

- Григорьев В. П., Богинская В. В., Шпанько С. П., Кравченко В. М. Влияние катионов Li+, Mg2+ и Al3+ на ингибирование кислотной коррозии никеля // Коррозия: материалы и защита. 2005 г. № 5. с. 26.

- Григорьев В. П., Богинская В. В., Шпанько С. П., Кравченко В. М. Влияние посторонних анионов на ингибирование сернокислотной коррозии никеля производными о-оксиазометина // Коррозия: материалы и защита. 2005 г. № 7. с. 30.